# Ла-Рош-сюр-Йон
Ла-Рош-сюр-Йон (фр. La Roche-sur-Yon; букв. «скала на Йоне») — город на западе Франции, регион Пеи-де-ла-Луар, центр департамента Вандея, округа Ла-Рош-сюр-Йон и кантонов Ла-Рош-сюр-Йон-1 и Ла-Рош-сюр-Йон-2. Расположен в 70 км к югу от Нанта и в 165 км к востоку от Пуатье, на обоих берегах реки Йон. С юга город обходит автомагистраль А87. В центре города находится железнодорожная станция Ла-Рош-сюр-Йон линий Нант-Сент и Тур-Ле-Сабль-д’Олон.
Город Ла-Рош-сюр-Йон обязан своим нынешним обликом императору Наполеону I, который превратил небольшой городок в современный город, построенный согласно специально разработанному плану в форме пятиугольника. Город был основан императорским указом 25 мая 1804 года и в тот же день ему был присвоен статус префектуры департамента Вандея.
Название города неоднократно менялось в соответствии с политическими изменениями, происходившими в XIX веке: он последовательно назывался Ла-Рош-сюр-Йон, Наполеон (во время Первой Империи, Ста дней и Второй Республики), Бурбон-Вандея (при Реставрации), Наполеон-Вандея (при Второй Империи). Свое первоначальное название получил в 1870 году.
Население (2019) — 55 147 человек.

## История
Несколько археологических находок доказывают, что территория вдоль реки Йон была заселена ещё в доисторические времена. Были найдены древние монеты и предметы, а также фундаменты галльских строений. В период Раннего Средневековья поселок юридически относился к округу с центром в Тальмоне. В XI веке Гильом V Великий, граф Пуату и герцог Аквитании, приступил к реорганизации обороны Нижнего Пуату, выбрав в качестве основной базы крепость Тальмон и опорной базой Ла-Рош-сюр-Йон. Обе крепости он доверил своему верному соратнику Гийому Ле Шову.
В 1296 году поселок, сеньория и замок были переданы королем Филиппом Красивым Карлу Валуа. В последующие годы они неоднократно переходили из рук в руки. В XV веке Ла-Рош-сюр-Йон принадлежал семье Бово, прежде чем перейти к дому Бурбонов в 1454 году в результате брака Изабеллы де Бово, дамы де Ла Рош-сюр-Йон, с Жаном II де Бурбоном, графом Вандомским. В XVI веке Ла-Рош-сюр-Йон стал княжеством, которым владели герцоги Бурбон-Монпансье, а затем герцоги Орлеанские.
Во время Столетней войны городской замок был осажден и отбит у англичан Оливье де Клиссоном. Он был частично разрушен во время Религиозных войн, потрясших Пуату. В 1793 году, когда Вандея восстала против Республики, Ла-Рош-сюр-Йон оставался республиканским, но 14 марта 1793 года вандейские повстанцы захватили город. Затем в течение года за него не прекращались бои. В 1794 году, после прохождения «адских колонн», город был сожжен дотла и превратился в небольшой, в значительной степени разрушенный, поселок.

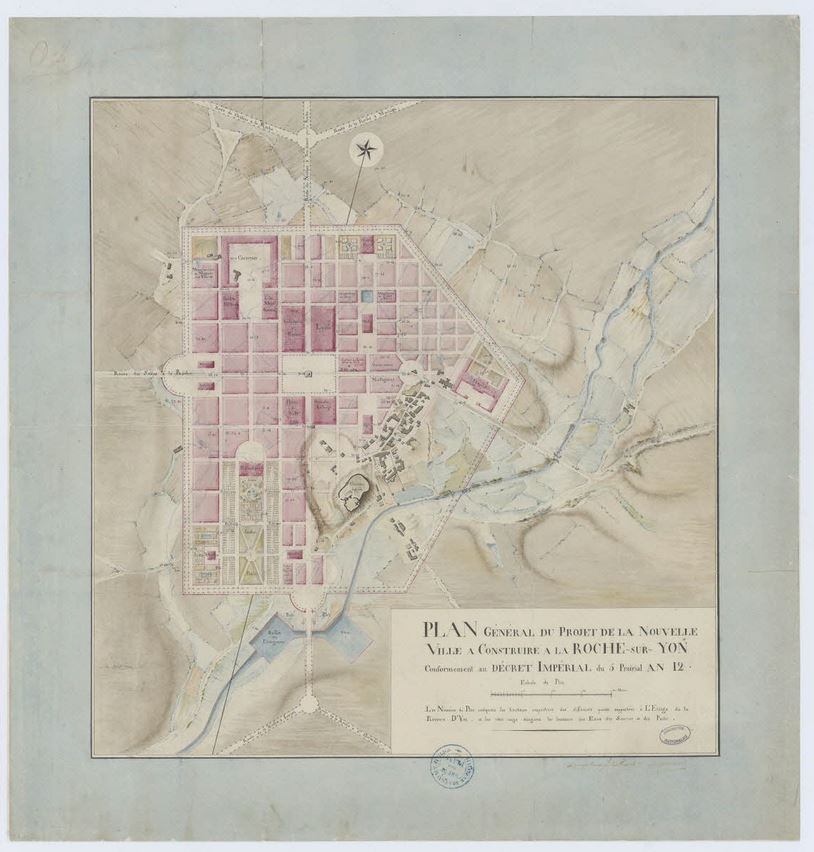
Генеральный план строительства Ла-Рош-сюр-Йона

Императорский указ от 25 мая 1804 года, изданный Наполеоном Бонапартом, который в то время был первым консулом Республики, предусматривал передачу префектуры департамента Вандея из Фонтене-ле-Конта, бывшей столицы Нижнего Пуату, в Ла-Рош-сюр-Йон. Этот декрет об основании административного и военного города был частью мер по умиротворению западных департаментов Франции после революции и в более широком плане территориальной реорганизации Империи. Выбор Ла-Рош-сюр-Йона объясняется расположением города в географическом центре департамента. Находящийся на дороге Сомюр-Ле-Сабль-д’Олон, он расположен достаточно далеко от береговой линии, чтобы иностранное вторжение не достигло его менее чем за день пешего марша. Кроме того, его пересекает река Йон. Был создан новый город, спроектированный инженерами Кормье и Вало, главная особенность которого заключается в его геометрической планировке в форме пятиугольника, сетке квадратов (или шахматной доске) и разделении на четыре квартала, организованных вокруг большой центральной площади.
8 августа 1808 года, во время своего первого и единственного визита в Ла-Рош-сюр-Йон, Наполеон, уже ставший к этому времени императором, выразил свой гнев по поводу того, что строительные работы в «его» городе так мало продвинулись. Он сказал: «Я разбрасывал золото, чтобы строить дворцы, а вы построили город из грязи» (намекая на землебитную строительную технику. Дело было в том, что Эммануэль Крете, министр внутренних дел и директор департамента строительства мостов и дамб, без ведома императора решил поручить строительство города Франсуа Куантеро, главному специалисту по возведению землебитных строений. Полностью работы по строительству нового города были завершены уже после падения Первой империи, к 1859 году.
В течение 2004 года Ла-Рош-сюр-Йон отмечал двухсотлетие со дня своего основания Наполеоном Бонапартом.

## Достопримечательности
- Площадь Наполеона — сердце города со зданием мэрии, конной статуей Наполеона I, гостиницей, где он останавливался, императорским судом и лицеем
- Церковь Святого Людовика в стиле неоклассицизма 1859 года рядом с площади Наполеона I
- Аббатство Нотр-Дам-де-Фонтенель XIII века
- Церковь Сакре-Кёр в неовизантийском стиле 1923—1937 годов
- Муниципальный музей: коллекция живописи французских художников XVII—XX веков, графики и скульптуры
- Центр Ботюр — бывшее поместье естествоиспытателя Жана Дюрана XIX века, переданное Национальному музею естественной истории; постоянная выставка и экспозиции, связанные с исследованиями Дюрана
- Здание почтамта в стиле ар-деко; построено в 1927 года на месте бывшей тюрьмы

## Экономика
Структура занятости населения:
- сельское хозяйство — 0,6 %
- промышленность — 10,9 %
- строительство — 4,1 %
- торговля, транспорт и сфера услуг — 42,9 %
- государственные и муниципальные службы — 41,4 %

Уровень безработицы (2019) — 15,8 % (Франция в целом — 12,9 %, департамент Вандея — 10,5 %). 

Среднегодовой доход на 1 человека, евро (2019) — 21 320 (Франция в целом — 21 930, департамент Вандея — 21 550).
В Ла-Рош-сюр-Йон находится штаб-квартира сельскохозяйственного кооператива CAVAC.

## Демография
Динамика численности населения, чел.

| Год  | Численность | Численность |
| ---- | ----------- | ----------- |
| 2013 | 52 732      |             |
| 2015 | 53 578      | [ 2 ]       |
| 2016 | 56 991      | [ 3 ]       |
| 2017 | 54 372      | [ 4 ]       |
| 2018 | 54 766      | [ 5 ]       |
| 2019 | 55 147      | [ 6 ]       |
| 2020 | 55 213      | [ 7 ]       |
| 2021 | 54 952      | [ 8 ]       |
| 2022 | 54 699      | [ 1 ]       |

## Администрация
Пост мэра Ла-Рош-сюр-Йона с 2014 года занимает Люк Буар (Luc Bouard). На муниципальных выборах 2020 года возглавляемый им центристский список победил в 1-м туре, получив 52,28 % голосов.
| Период | Период | Фамилия    | Партия                                                          | Примечания |
| ------ | ------ | ---------- | --------------------------------------------------------------- | --- |
| 1961   | 1977   | Поль Кайо  | Союз за французскую демократию                                  | фармацевт, депутат Национального собрания Франции                                                              |
| 1977   | 2004   | Жак Оксьет | Социалистическая партия                                         | преподаватель математики, член Генерального совета департамента, президент Регионального совета Пеи-де-ла-Луар |
| 2004   | 2014   | Пьер Реньо | Социалистическая партия                                         | специалист по социальному обеспечению, член Генерального совета департамента                                   |
| 2014   |        | Люк Буар   | Союз за народное движение Республиканцы Разные правые Горизонты | фермер, затем страховой агент                                                                                  |

## Города-побратимы
- Тизи-Узу, Алжир
- Синт-Никлас, Бельгия
- Бург, Германия
- Гуммерсбах, Германия
- Афанду, Греция
- Хёрсхольм, Дания
- Касерес, Испания
- Драммондвилл, Канада
- Цзыбо, Китай
- Аль-Ямун, Палестина
- Костаке-Негри, Румыния
- Колрейн, Северная Ирландия
- Тамбакунда, Сенегал
- Оулайнен, Финляндия
- Лександ, Швеция

## Известные уроженцы
- Поль Бодри (1828—1886), художник, наиболее известных представителей академического направления времён Второй империи
- Эмиль Фаге (1847—1916), критик и историк литературы
- Бенжамен Рабье (1864—1939), художник-график, литератор, автор комиксов, один из пионеров анималистической мультипликации
- Жан Тибодо (1935—2013), писатель, эссеист, драматург и переводчик
- Эрик Шевийяр (1964), писатель-авангардист
- Фелисия Балланже (1971), велогонщица, трехкратная олимпийская чемпионка (1996, 2000)

## Галерея

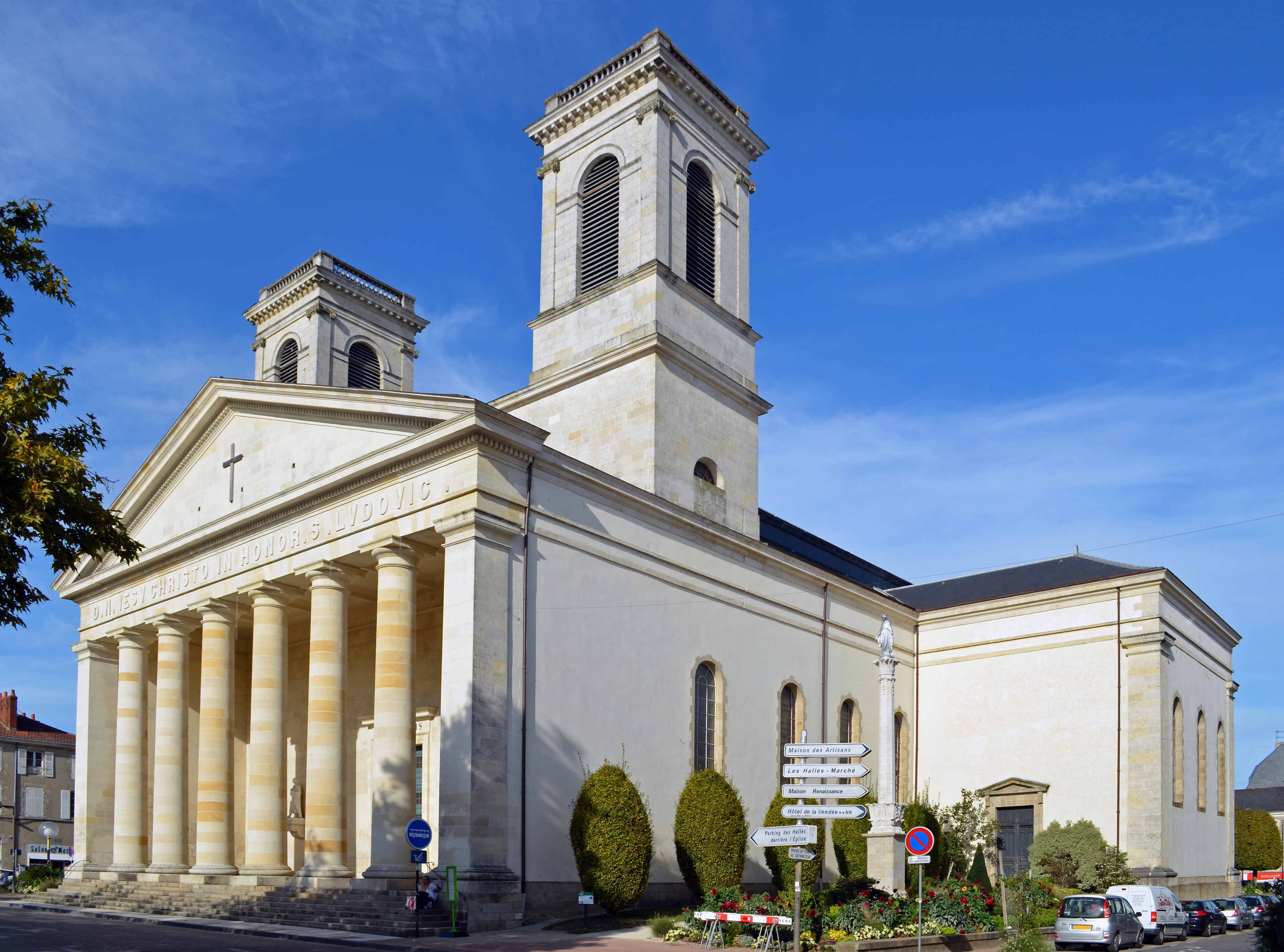
Церковь Святого Людовика
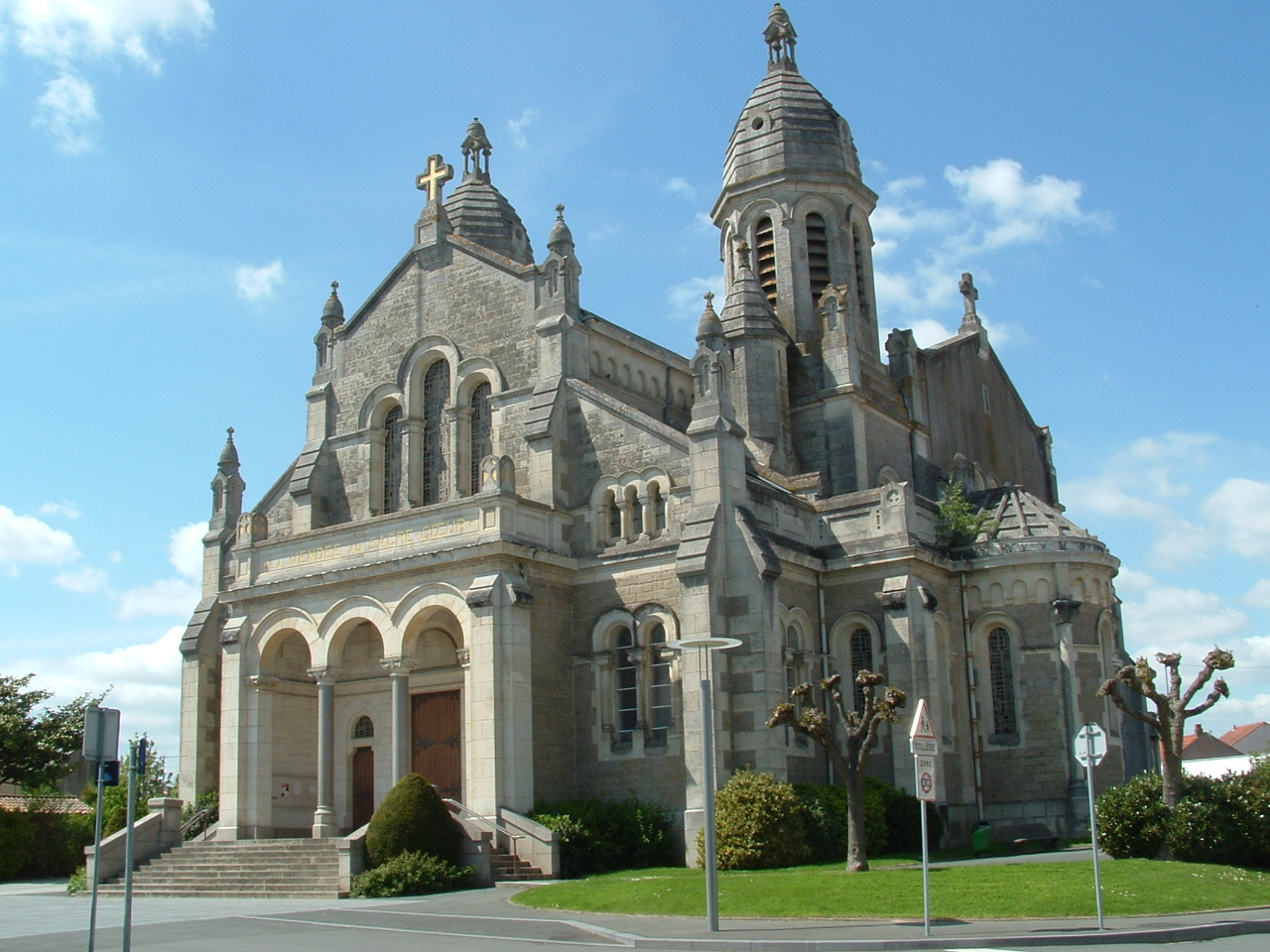
Церковь Сакре-Кёр
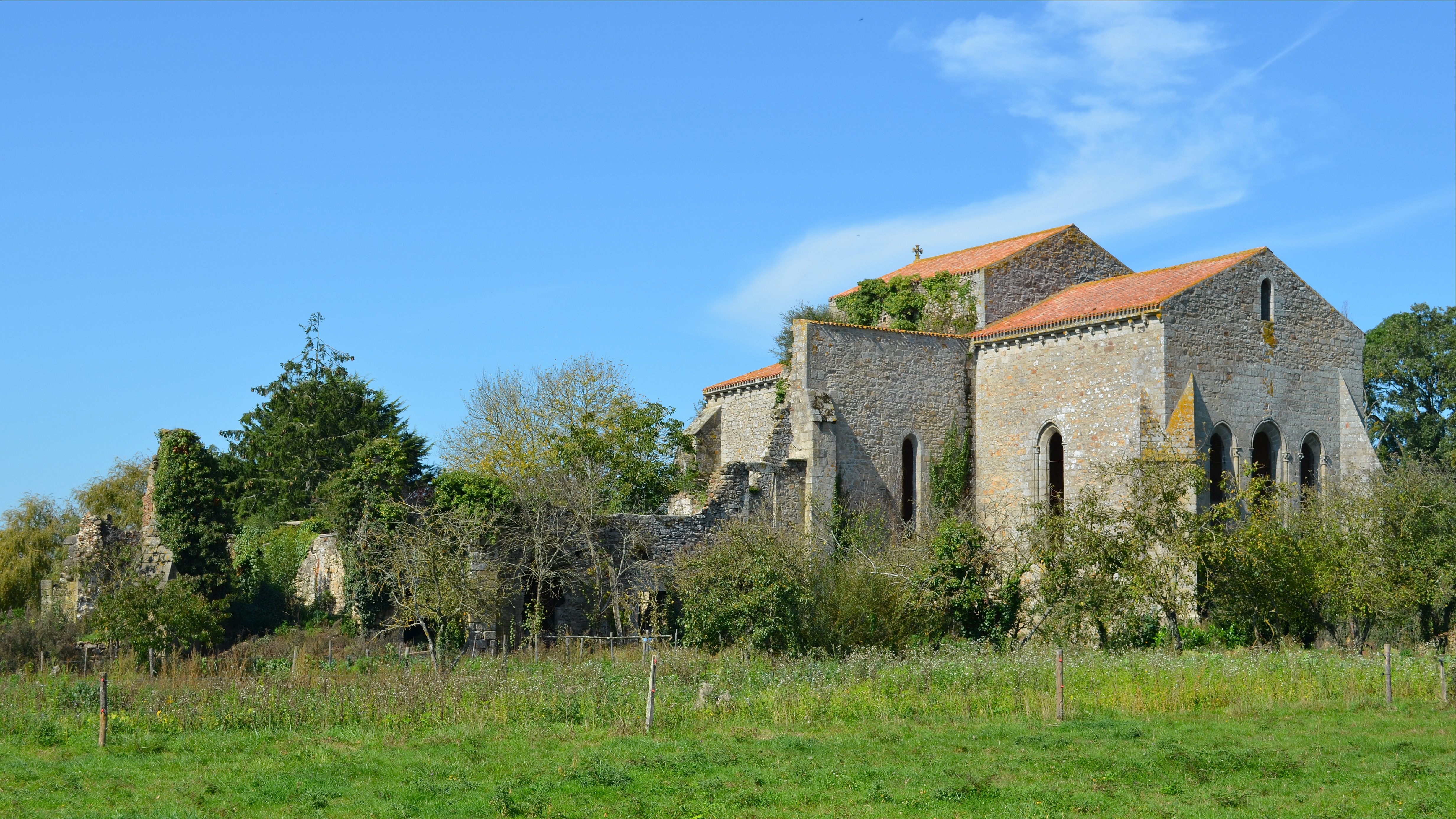
Аббатство Нотр-Дам-де-Фонтенель
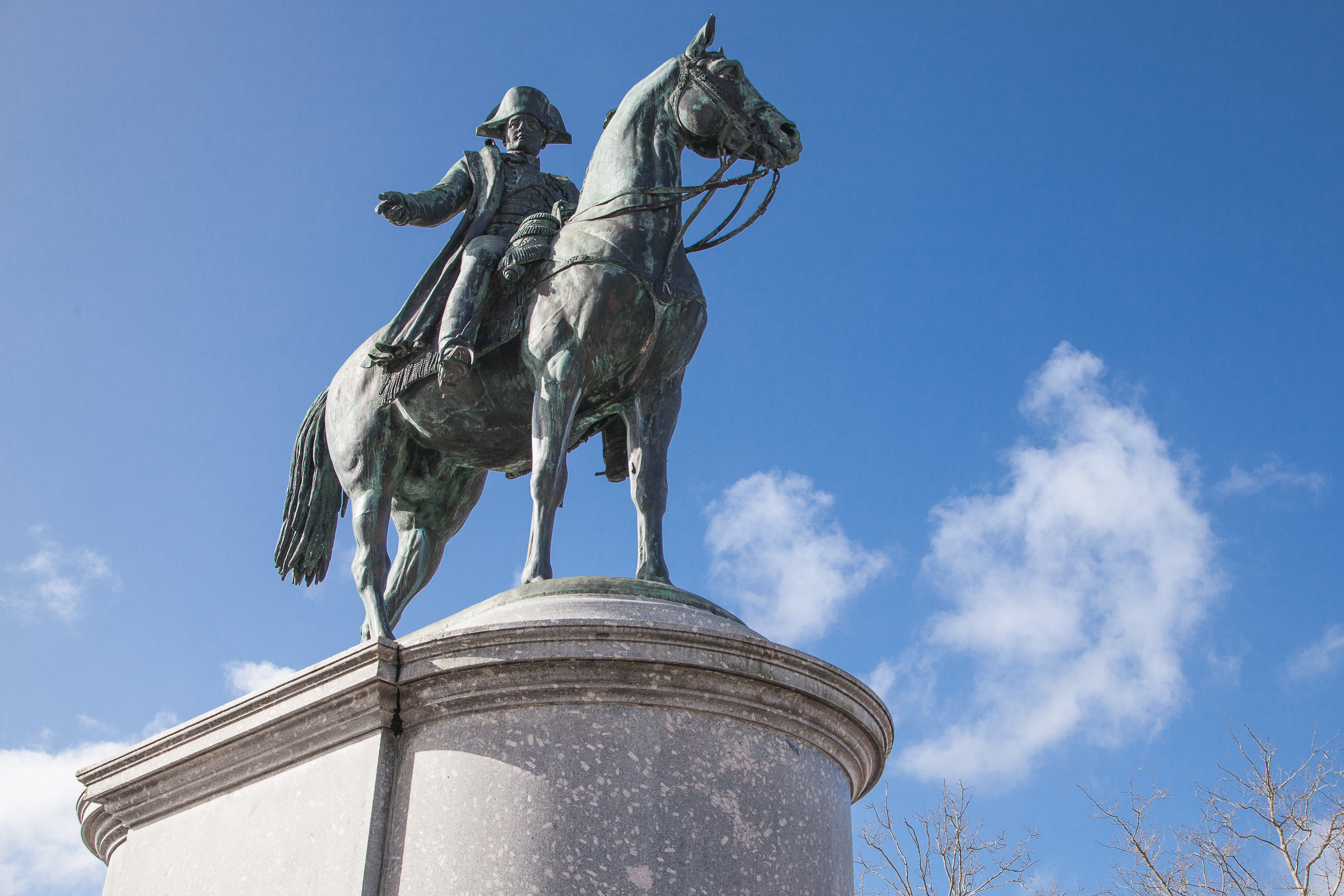
Конная статуя Наполеона I на площади Наполеона
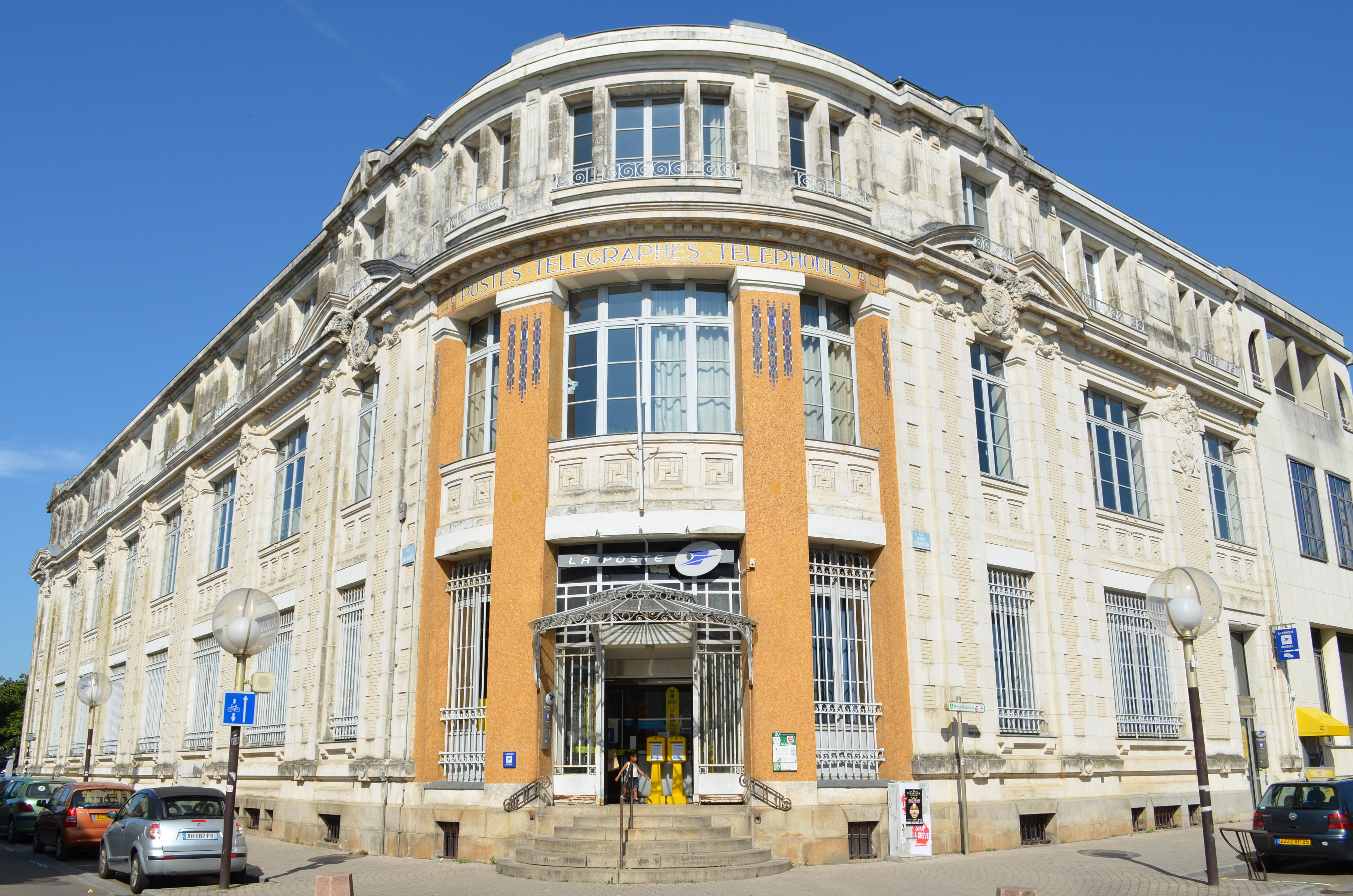
Здание почтамта